# Negaunee
Negaunee is een plaats (city) in de Amerikaanse staat Michigan, en valt bestuurlijk gezien onder Marquette County.

## Demografie
Bij de volkstelling in 2000 werd het aantal inwoners vastgesteld op 4576.
In 2006 is het aantal inwoners door het United States Census Bureau geschat op 4446, een daling van 130 (-2.8%).

## Geografie
Volgens het United States Census Bureau beslaat de plaats een oppervlakte van
38,0 km², waarvan 35,7 km² land en 2,3 km² water. Negaunee ligt op ongeveer 391 m boven zeeniveau.

## Plaatsen in de nabije omgeving
De onderstaande figuur toont nabijgelegen plaatsen in een straal van 16 km rond Negaunee.